# Castillo de Cochem
El castillo de Cochem, también conocido como Reichsburg Cochem, está construido sobre una colina con vistas a un centenar de metros del valle del Mosela.

## Historia
El castillo fue construido probablemente alrededor de 1000. Sucesivamente la cabeza del Palatino Condes, residencia imperial de la dinastía de los Hohenstaufen, se convierte en la propiedad de los electores y los arzobispos de Tréveris.
En 1689, durante la Guerra de la Liga de Augsburgo, en el reinado de Luis XIV, el castillo fue destruido por las tropas francesas, al igual que muchas otras fortificaciones de los valles del Rin y del Mosela.
Cochem y su castillo fueron ocupados y gobernados por los franceses durante las guerras napoleónicas.
En el siglo XIX, Louis Ravené, un industrial prusiano, compró la finca. Entre 1868 y 1877, comenzó la reconstrucción del castillo de estilo gótico, de acuerdo a los planes de edad, y el paisaje.
En 1942 el castillo pasó a ser de dominio público. Pertenece a la ciudad de Cochem desde 1978.

## Visita
El castillo cuenta con 50 habitaciones, de las cuales algunas están equipadas y son objeto de un tour turístico:

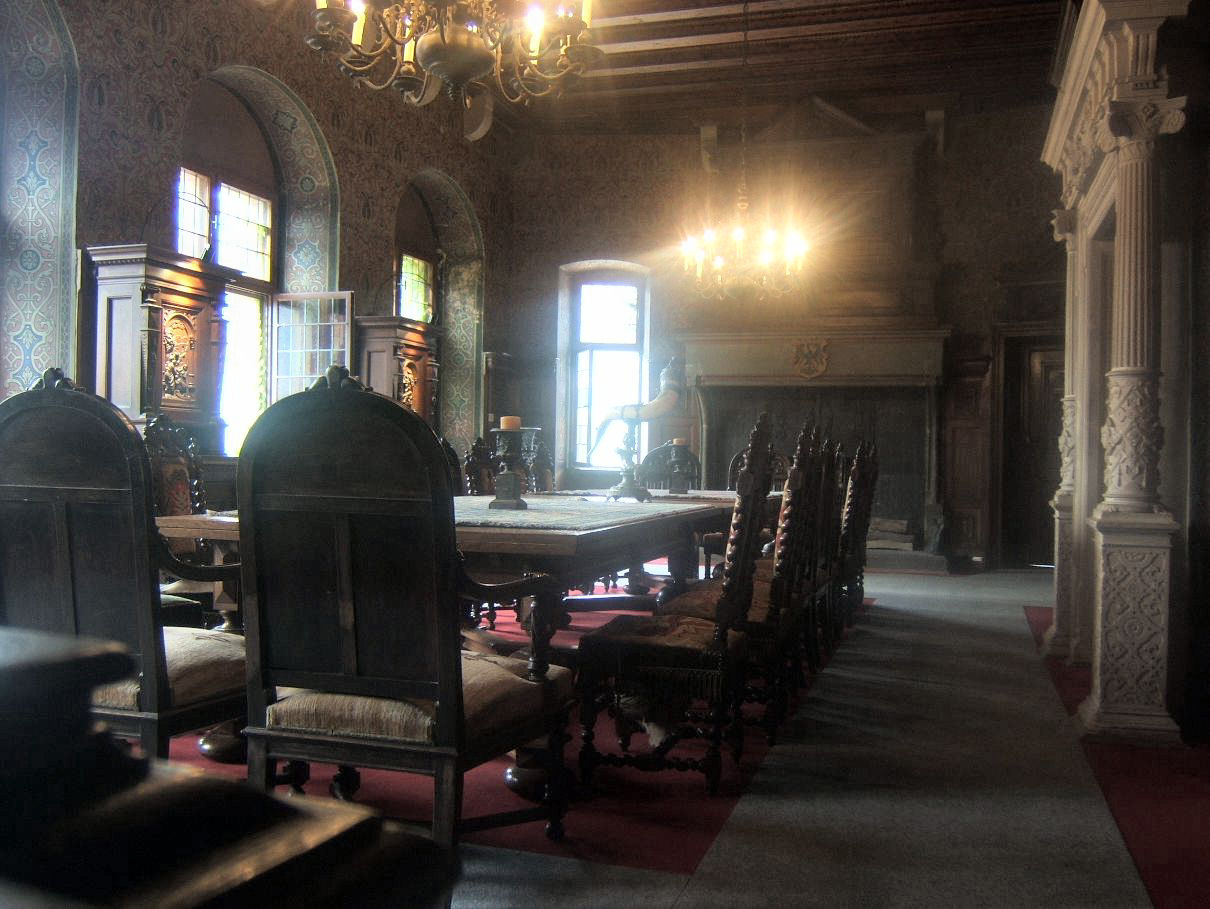
Interior.

- Comedor del Renacimiento, conocido por su madera.
- Espacio para las damas: muebles del siglo XVIII con incrustaciones de azulejos, chimenea recubierta con cerámica de Delft.
- Moneda romana, de acuerdo a la forma de las bóvedas del techo. Un pasadizo secreto, de 1 km de largo, que conecta con el centro del Monasterio de los Capuchinos.
- Pasaje por el vestíbulo, con un magnífico techo pintado.
- Sala de los Caballeros, de estilo gótico, es la sala más importante del castillo.
- Armería.

En el patio hay un pozo de 50 metros de profundidad. También se puede observar el campanario, adornado con cuatro torres y la torre de las brujas, los únicos restos intactos del antiguo castillo.

## Galería

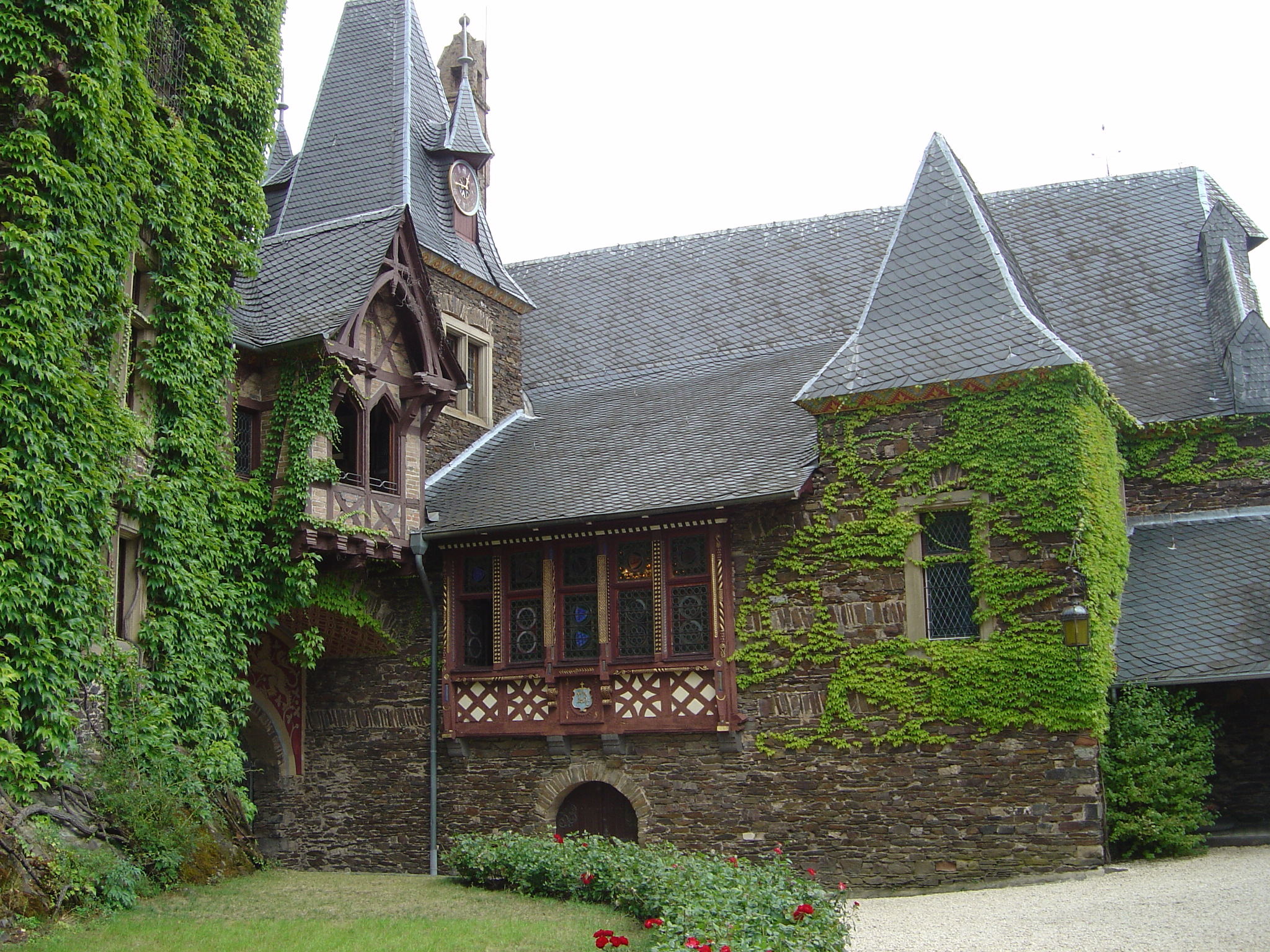
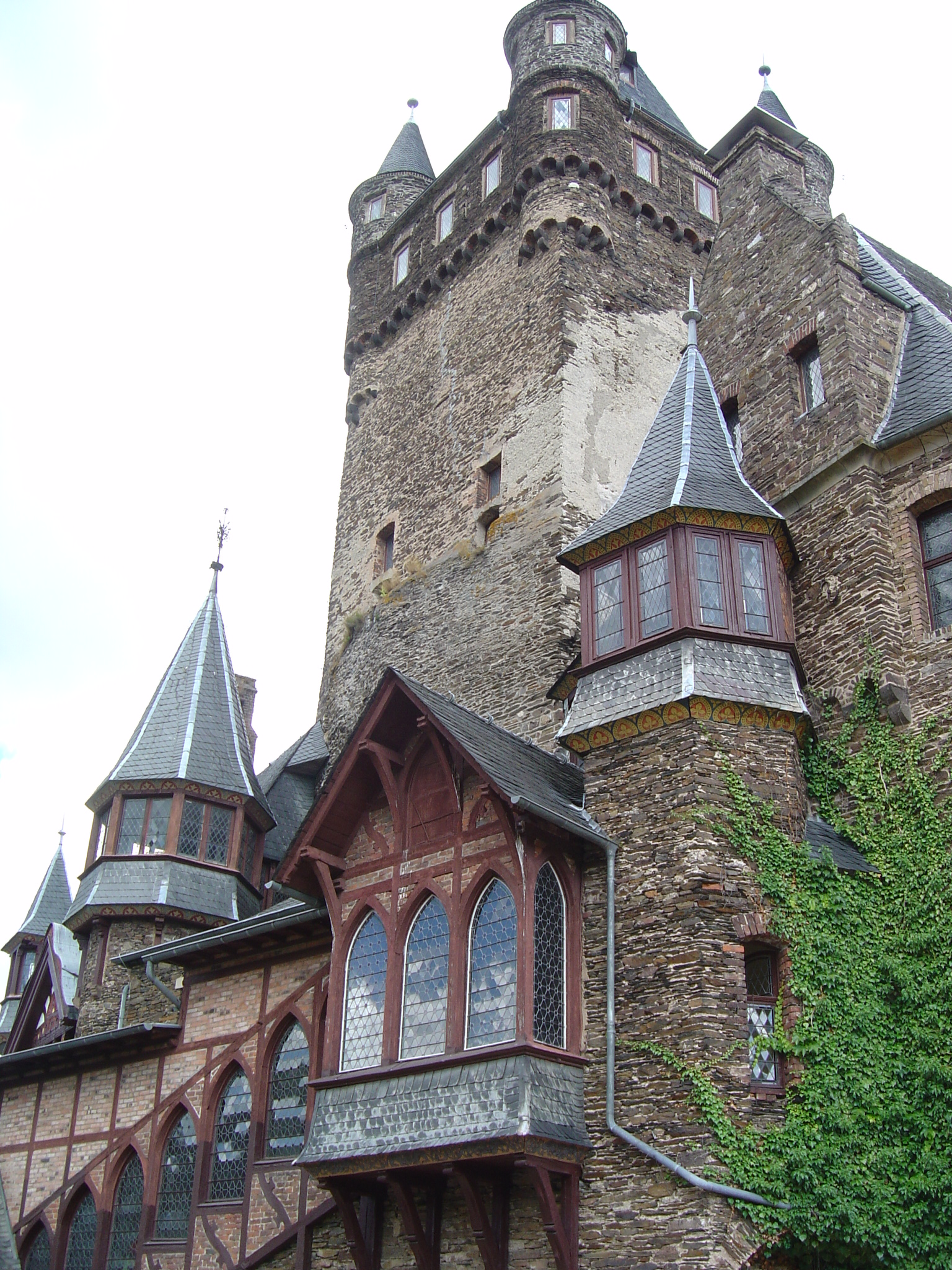
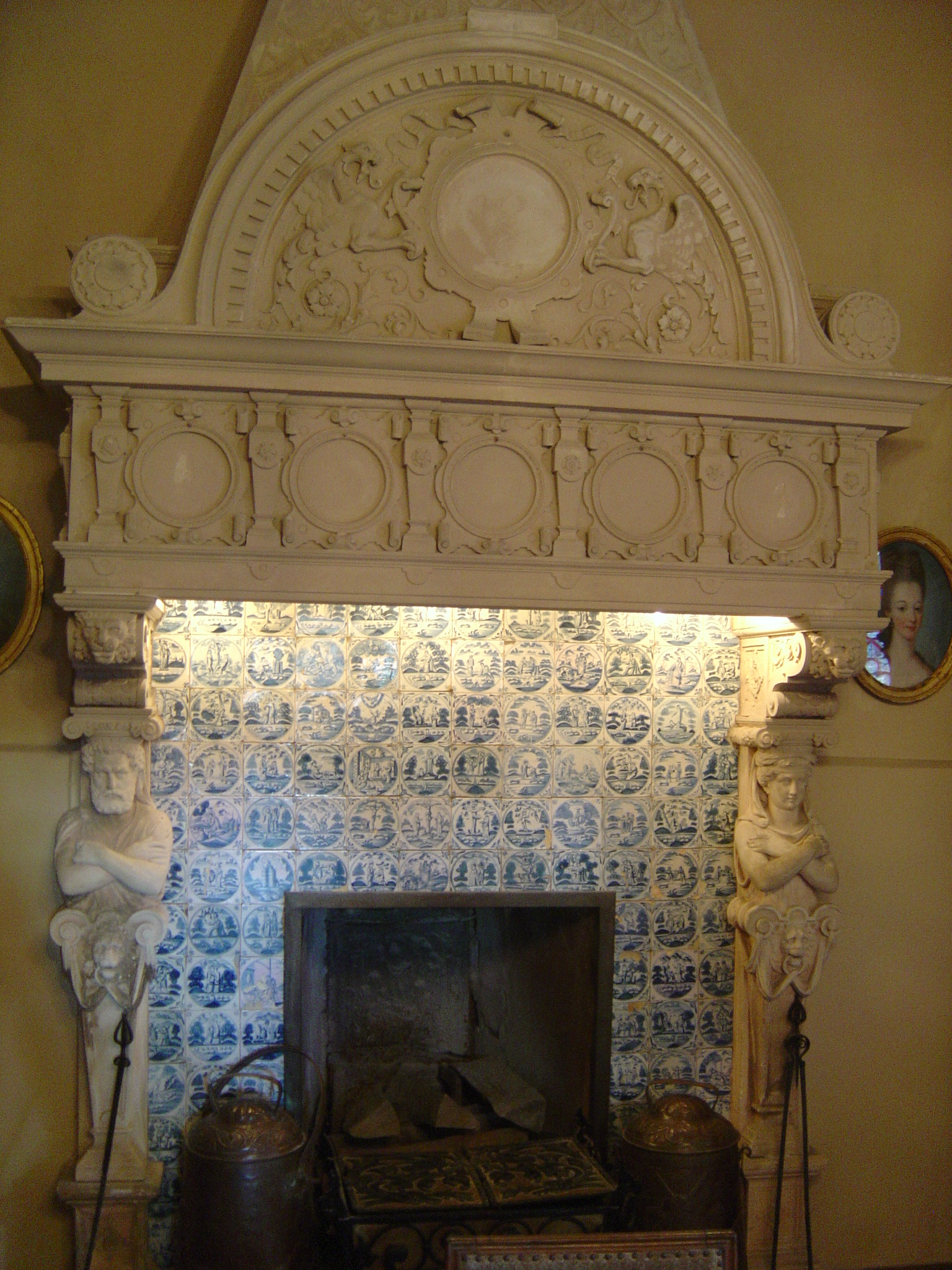
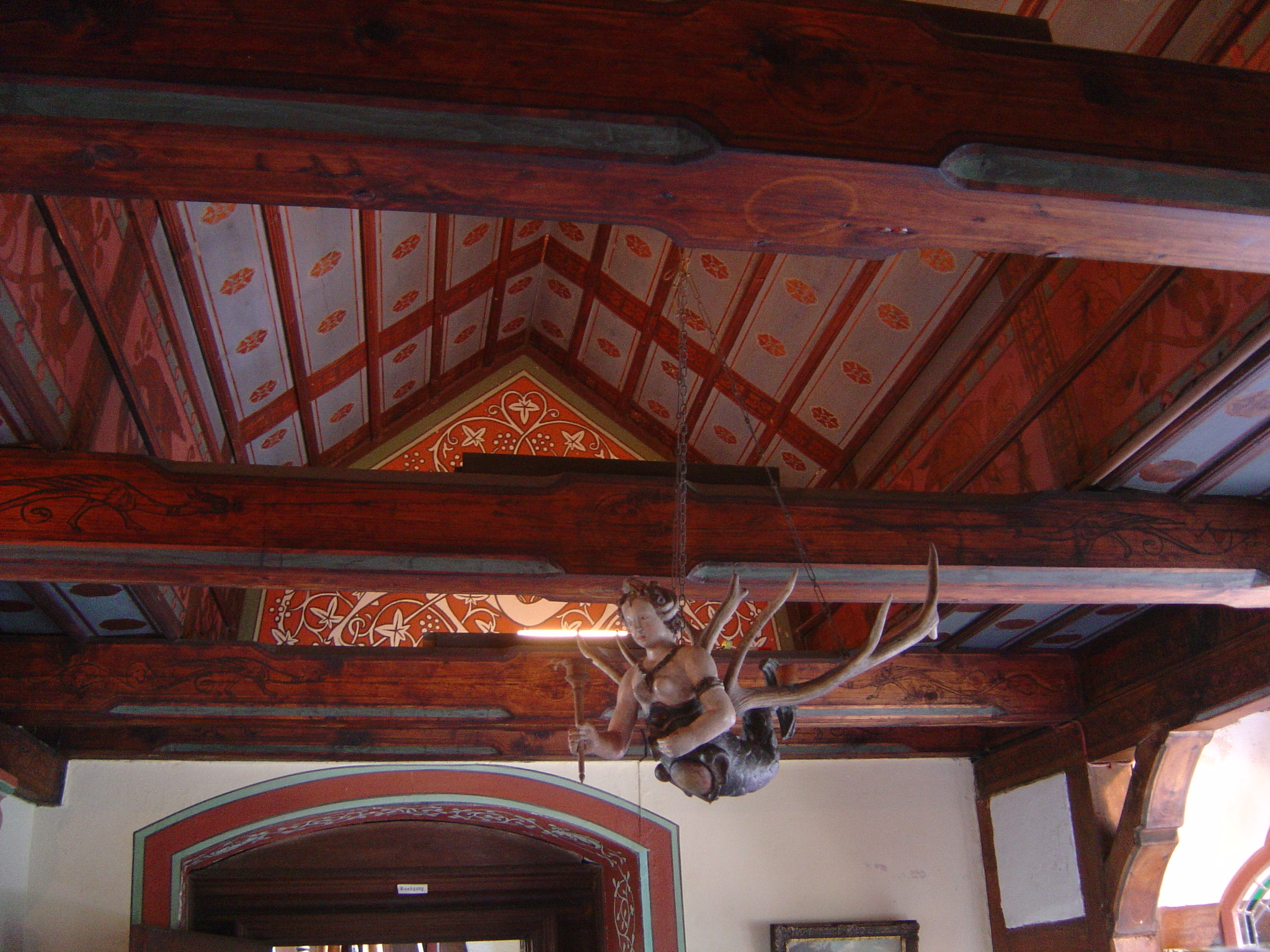
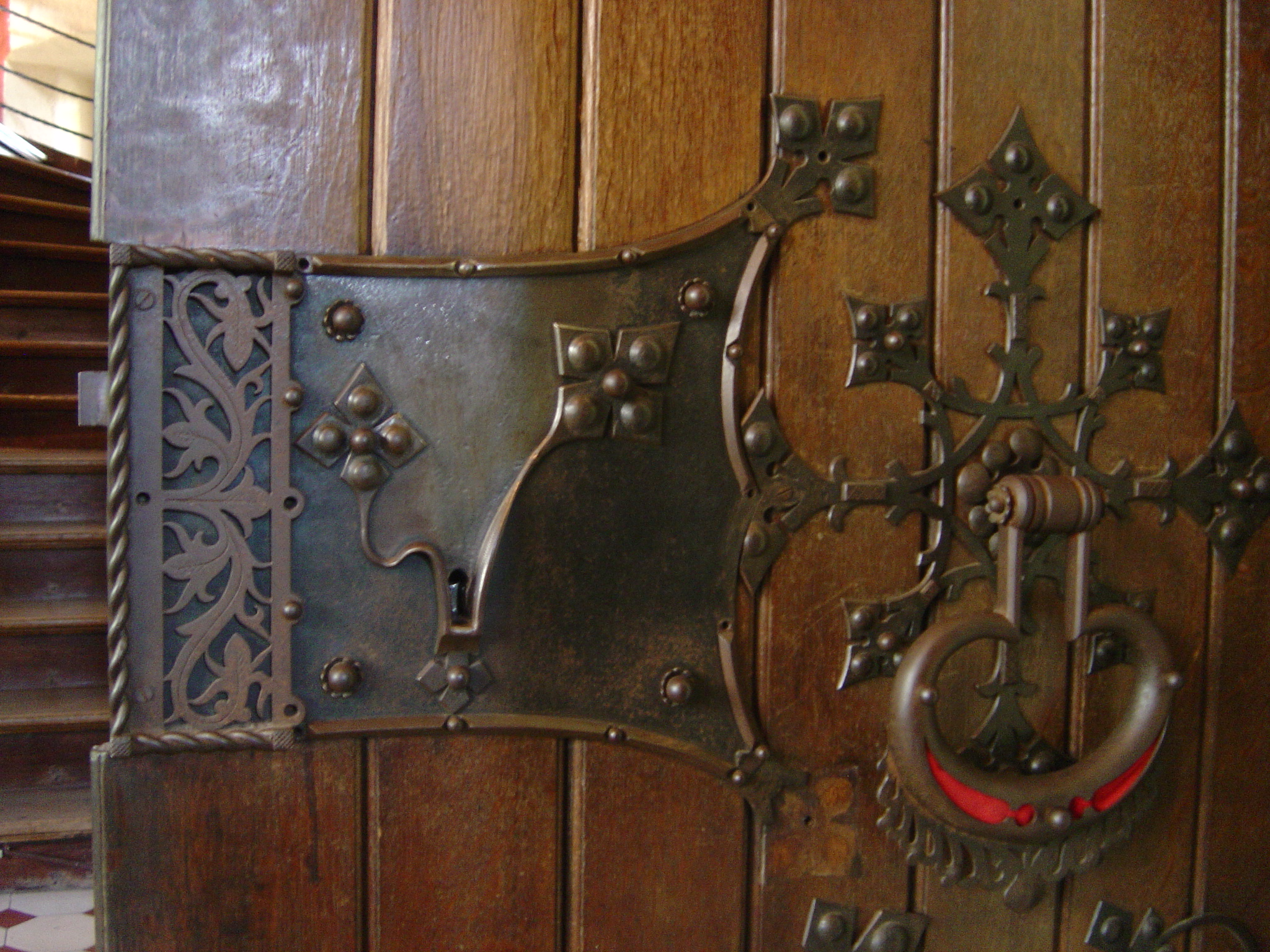
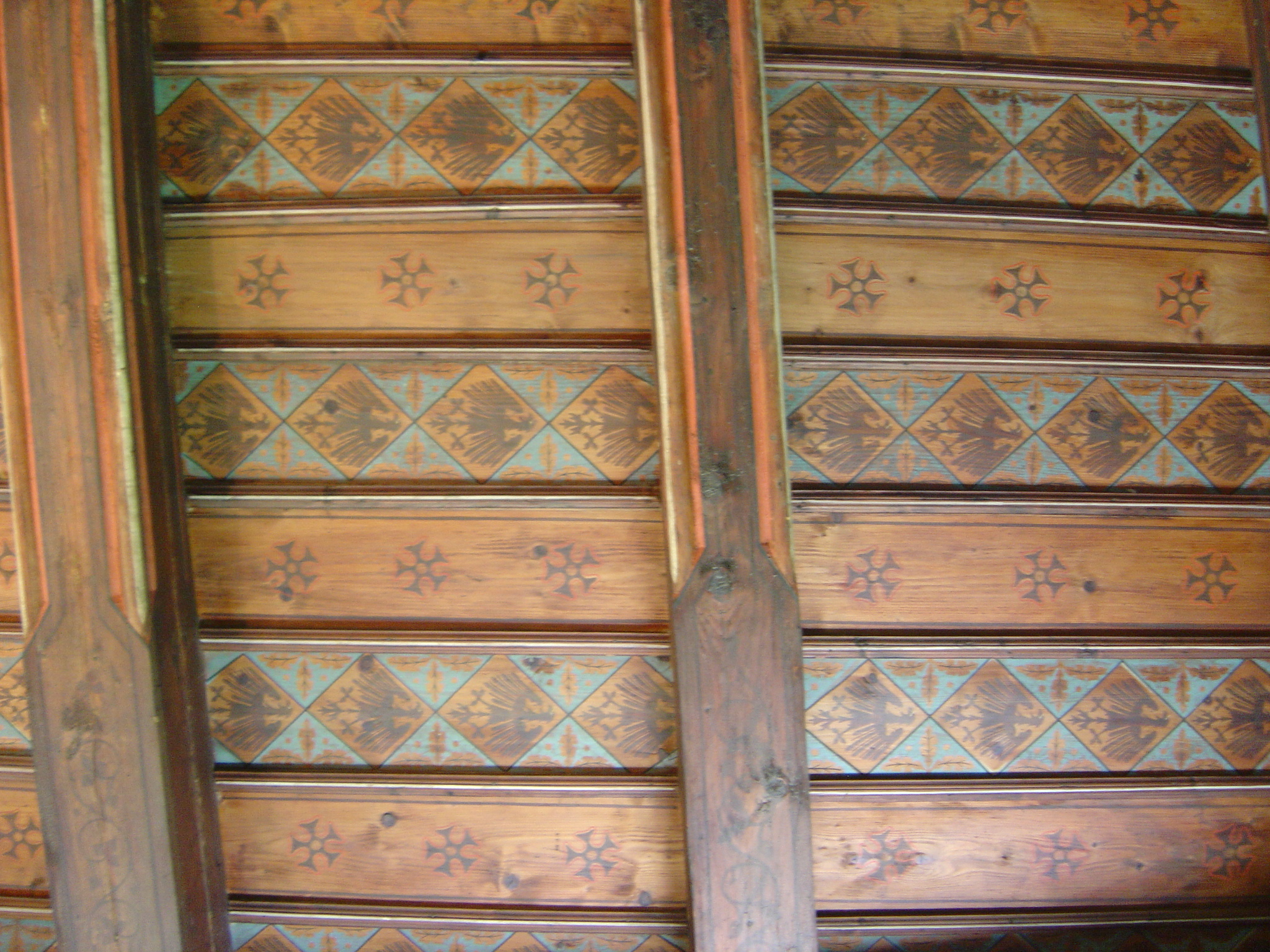
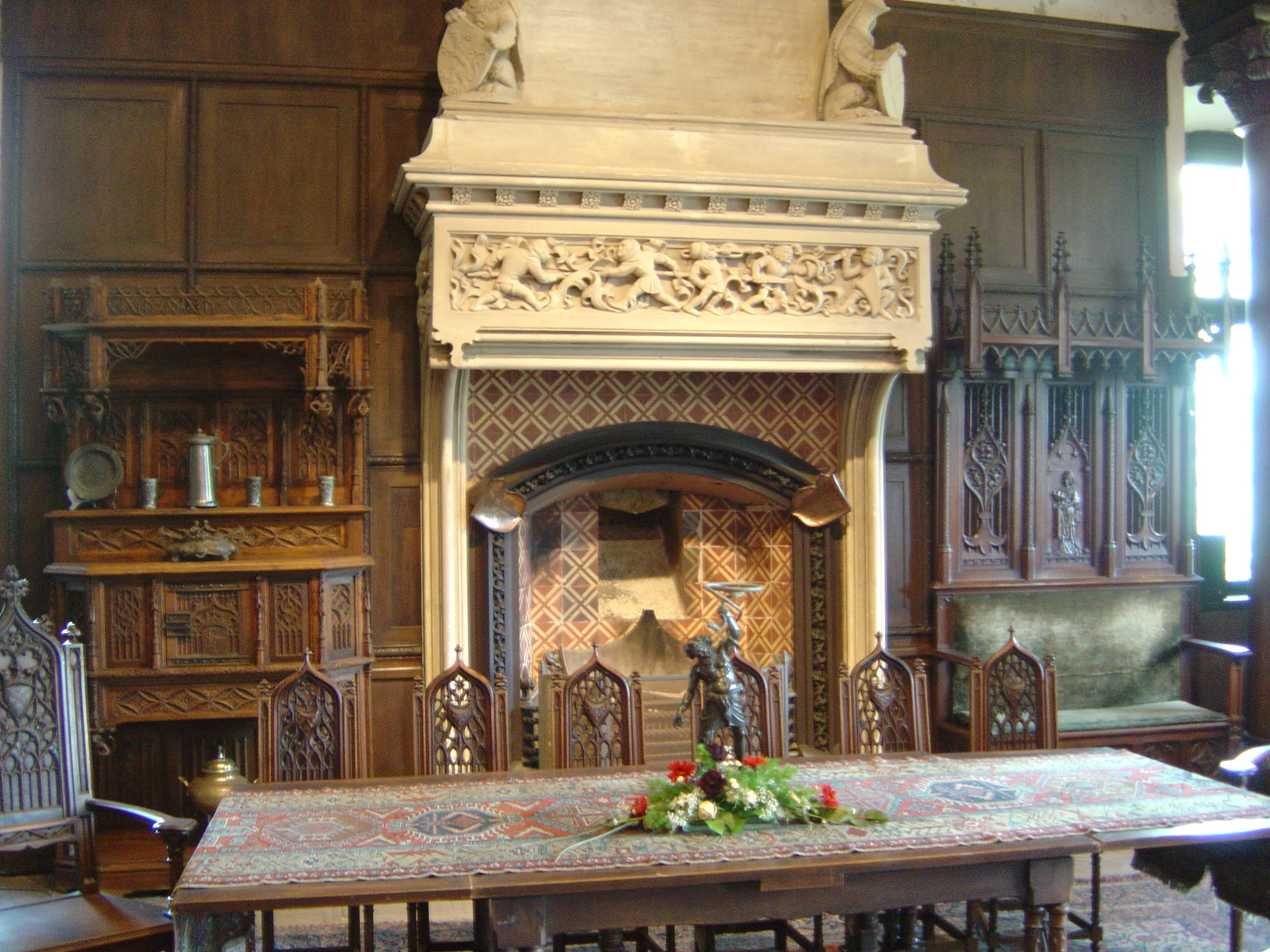
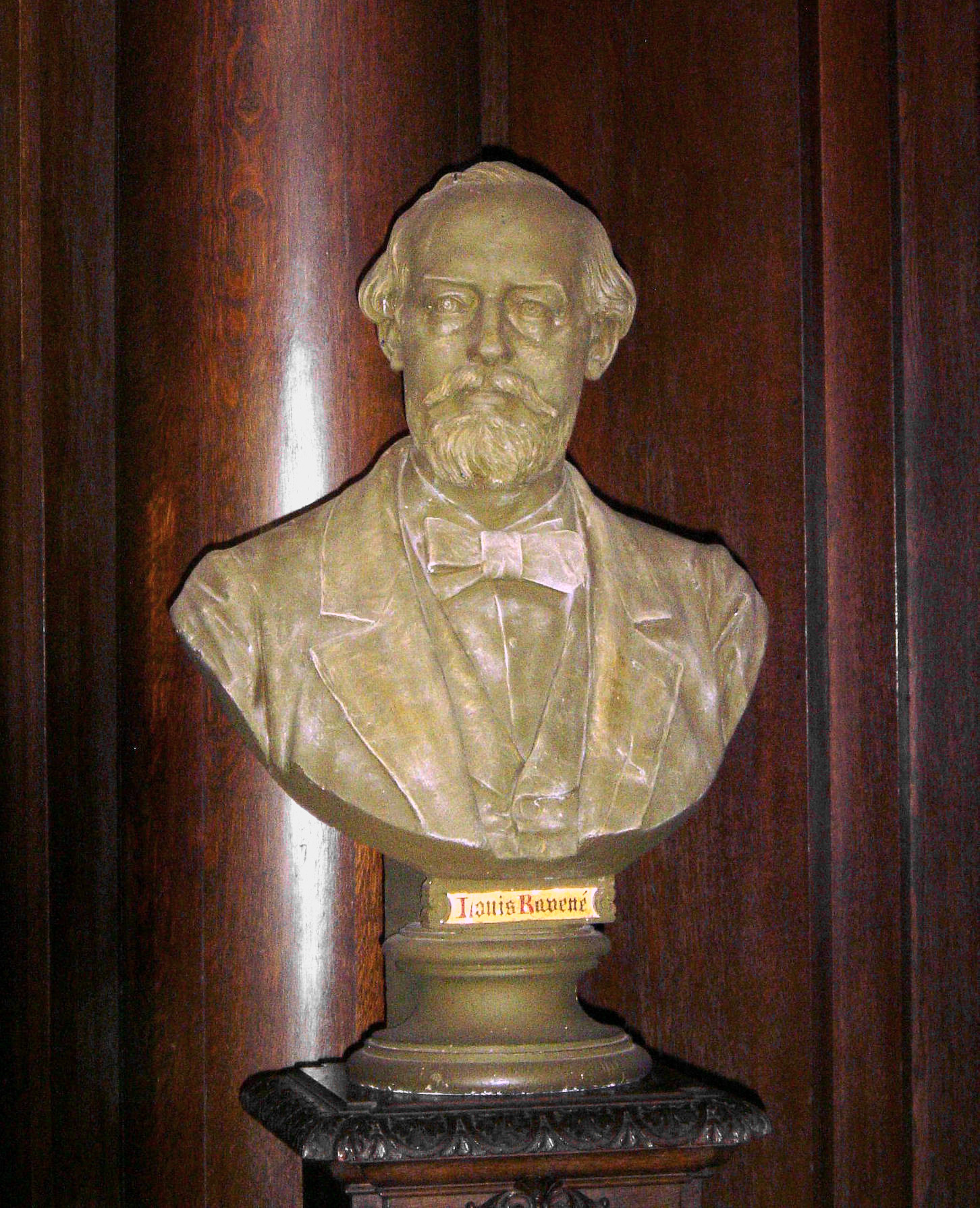
Louis Ravené
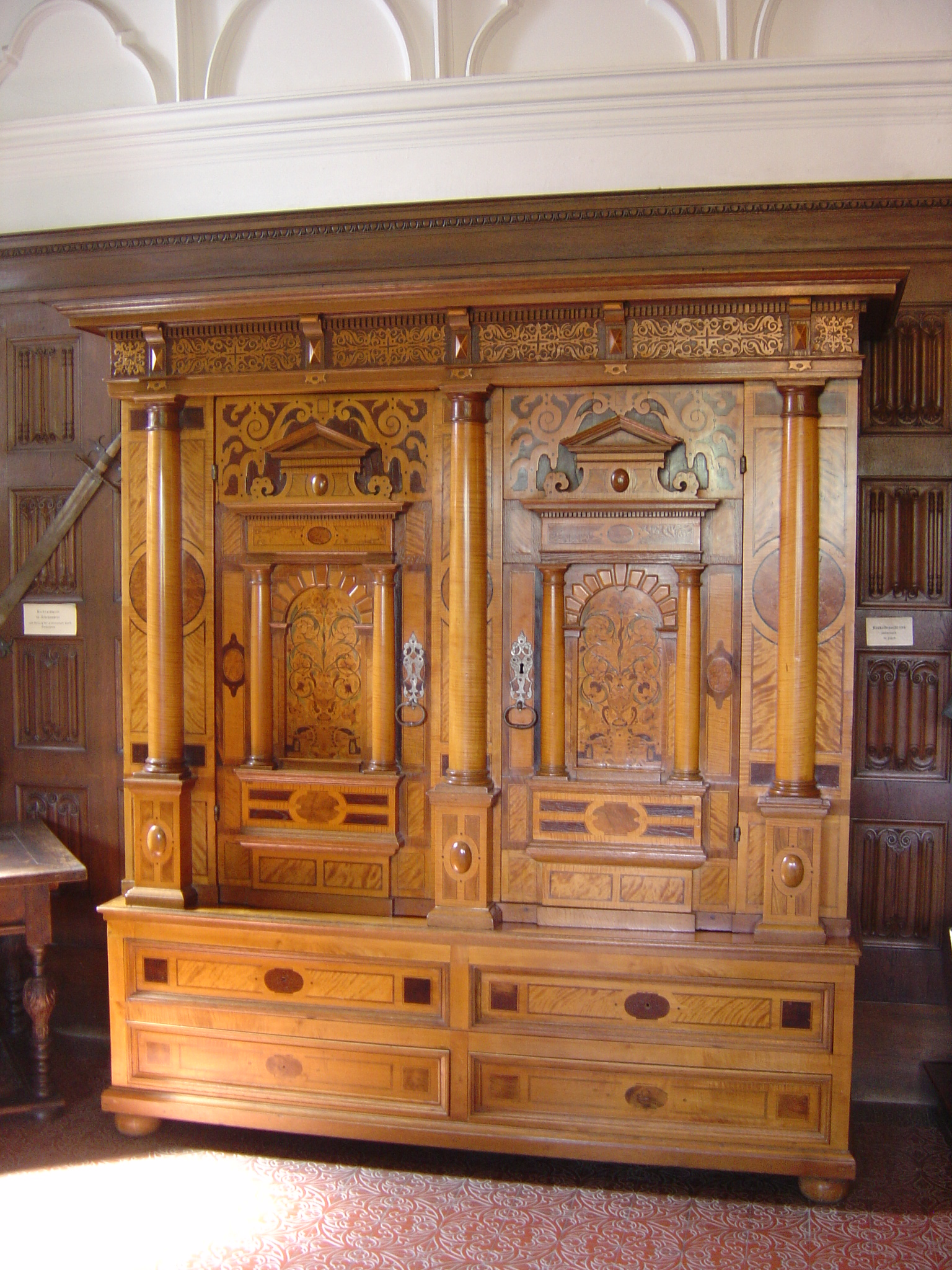
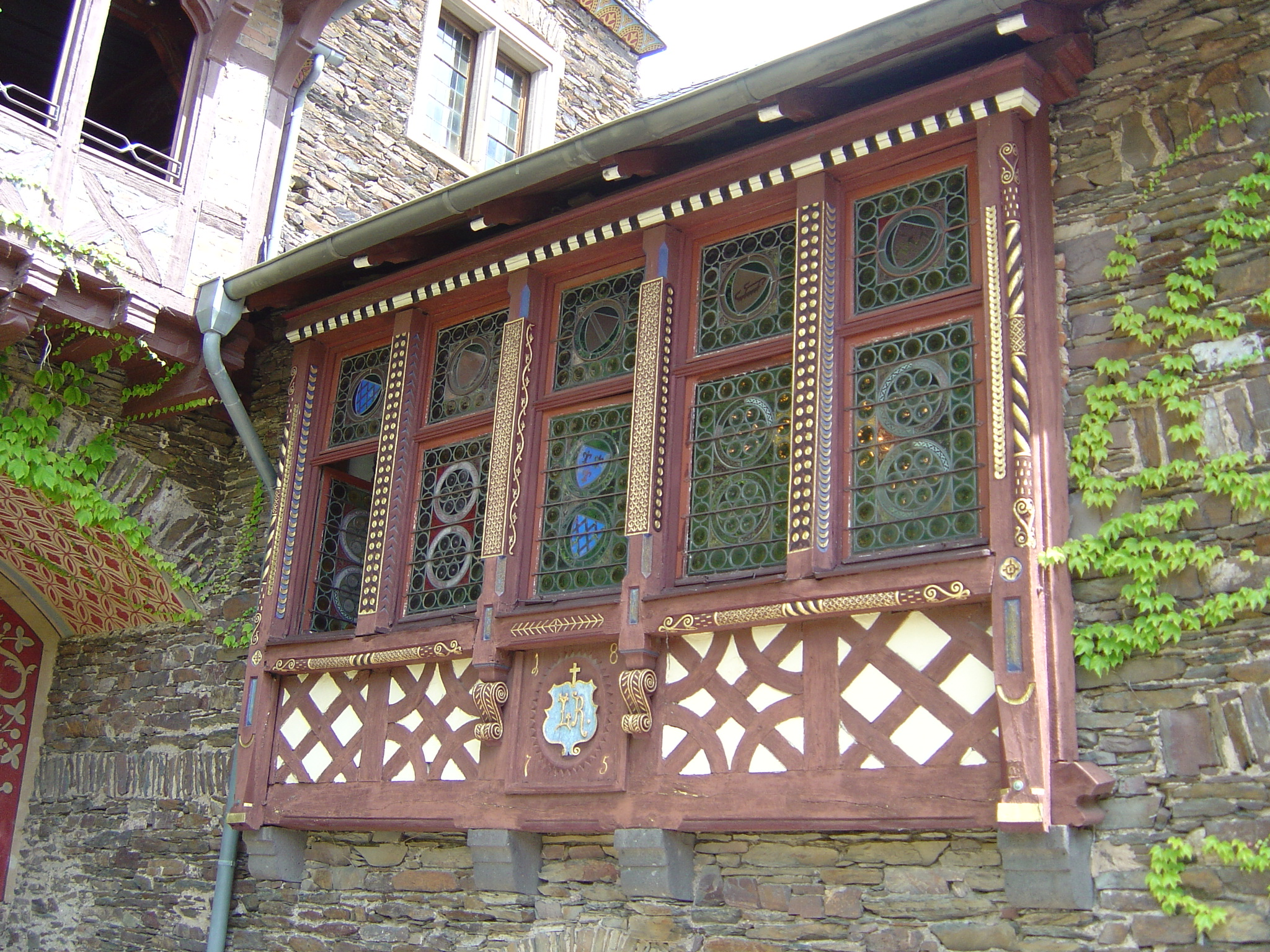
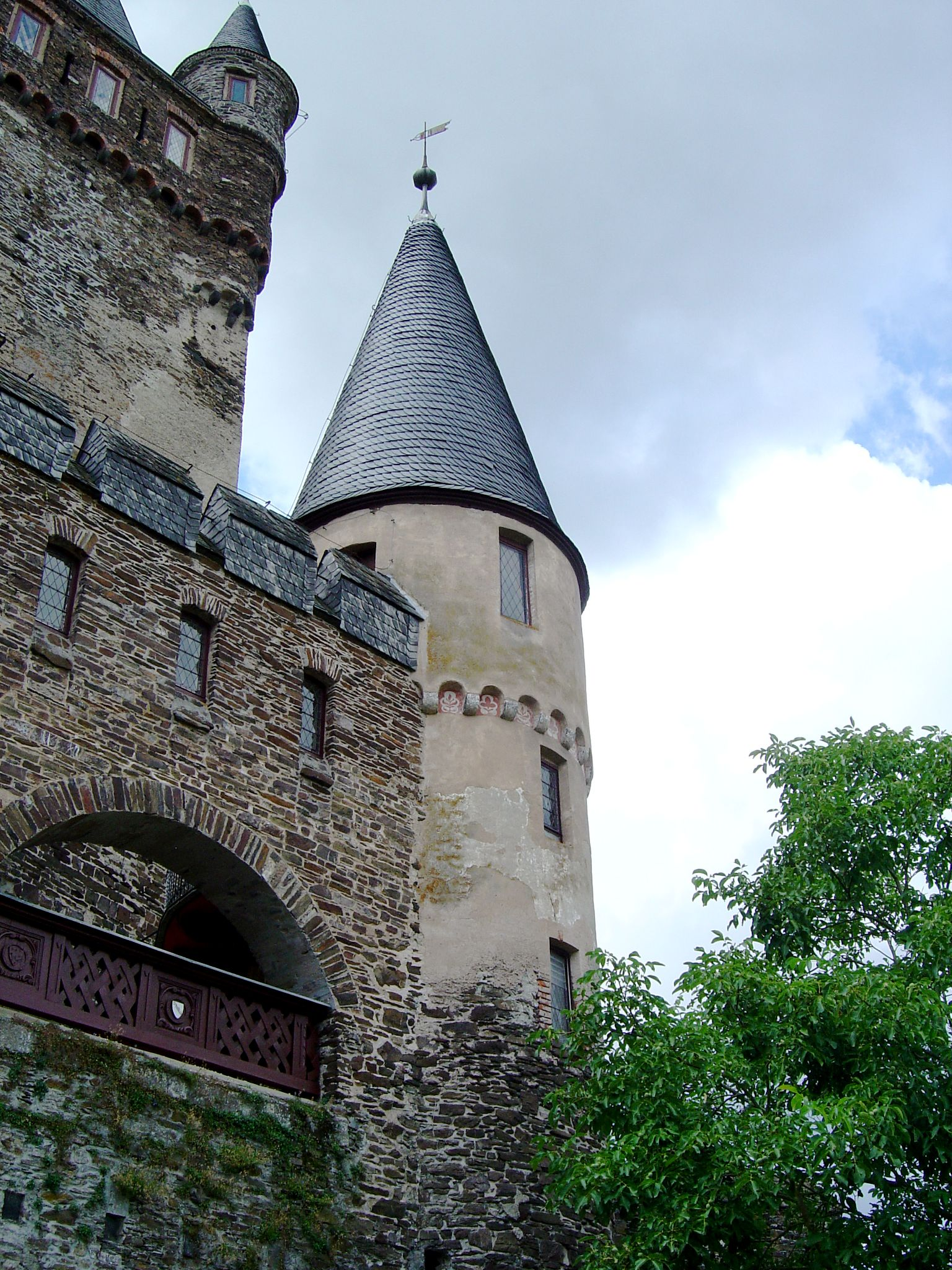
Torre de las brujas
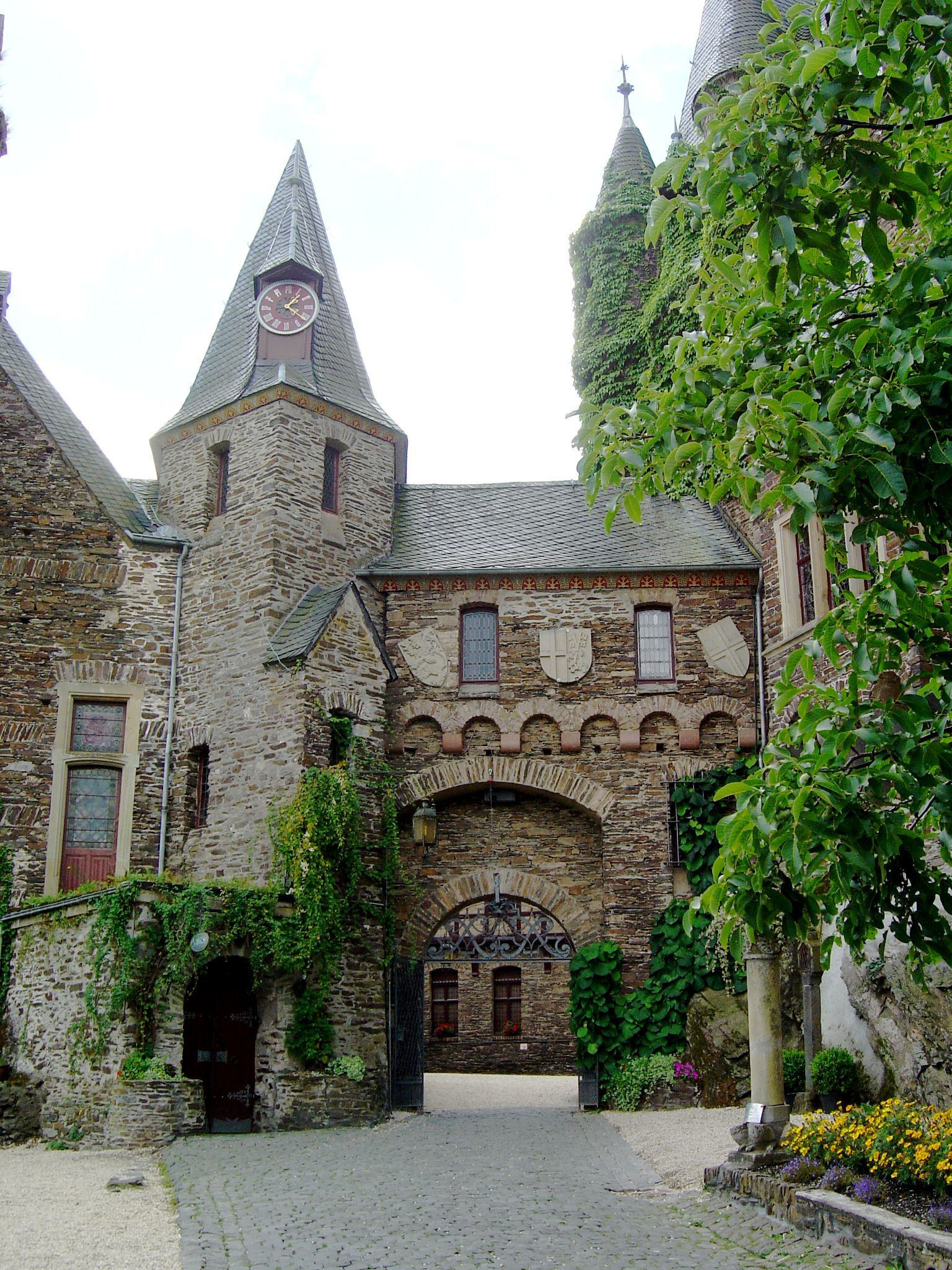